# Gingerclown
A Gingerclown vagy Vörös bohóc 2013-ban bemutatott magyar horrorfilm-vígjáték, melyet Hatvani Balázs írt és rendezett. A főbb szerepekben Erin Hayes, Ashley Luke Lloyd és Tim Curry látható.
A film a Movierockets Entertainment gyártásában, sztereoszkópikus 3D technológiával készült.

## Cselekmény
1983. A helyi menő srácok vezére, Biff beküldi a középiskola közismert vesztesét, Sam-et egy 1927 óta elhagyatott vidámparkba. Ha Sam be mer menni a parkba, akkor Biff barátnőjét, Jennyt is megkaphatja, akibe Sam fülig szerelmes. A lány Sam után megy a parkba, ahol mindannyian életveszélybe kerülnek.

## Szereplők
- Erin Hayes – Jenny Weathers
- Ashley Luke Lloyd – Sam Tully
- Tim Curry – Gingerclown
- Lance Henriksen – Braineater
- Michael Winslow – Stomachcrumble
- Brad Dourif – Worm Creature
- Sean Young – Nelly the Spiderwoman
- Michael Cannell-Griffiths – Bifford "Biff" Russell
- Koloszár András – Jerry Kowalsky

## Érdekességek
- A filmet Magyarországon először sikerült értékesíteni az amerikai Grindstone Entertainmentnek amely a Lionsgate Entertainment leányvállalata.
- 2011. augusztus 9-én megkezdődött a forgatás a Budapesti Vidámparkban és 22 napig tartott.
- A film teljes egészében magyar produkció, a stáb tagjai magyar filmes szakemberek és a forgatás Magyarországon és Los Angelesben zajlott.
- A film betétdalát a "Nineteen Eighty Seven" nevű amerikai együttes írta, melynek címe: "You and Me Versus the World".
- Az egész filmet éjszaka forgatták, kivéve egy jelenetet, amelyet az utolsó forgatási nap reggelén.
- Tim Curry másodszor játszik bohócot, az első szerepe Stephen King – Az című filmjében volt.